# Nassolnivaló
A nassolnivaló vagy harapnivaló (angolul snack) az  összefoglaló megnevezése az olyan élelmiszeripari készítményeknek, illetve ételeknek, amelyeket főétkezések között vagy helyett fogyasztanak.  A nassolnivalók közé sorolják többek között a különféle édességeket, a chipsféléket, a szendvicseket, a péksüteményeket, a kekszféleségeket, de még a pizzát is. Nassolnivalónak minősülnek a különféle utcai árusok által gyorsan készített, hirtelen sütött ételek is, melyek leginkább Ázsiában népszerűek. Az egészséges nassolnivalók közé tartoznak a zöldségfélék, gyümölcsök, magvak és gabonafélék.

## Hatása az egészségre
A nassolnivalók gyakori kritikája, hogy túl sok sót, cukrot és zsírt tartalmaznak, nincs különösebb tápértékük és okai lehetnek az elhízásnak, az Élelmezésügyi és Mezőgazdasági Világszervezet szerint azonban nem feltétlen vezet egészségügyi problémákhoz a nassolás. Egy kutatás szerint a késő éjszakai egészségtelen nassolás fő oka az ember biológiai órájának működésében keresendő, amit félrevezet például a mesterséges fény és az egyre kitolódó lefekvési idő, ami miatt sokan éjszaka is éhesnek érzik magukat, és nassolnivalót keresnek.

## Galéria

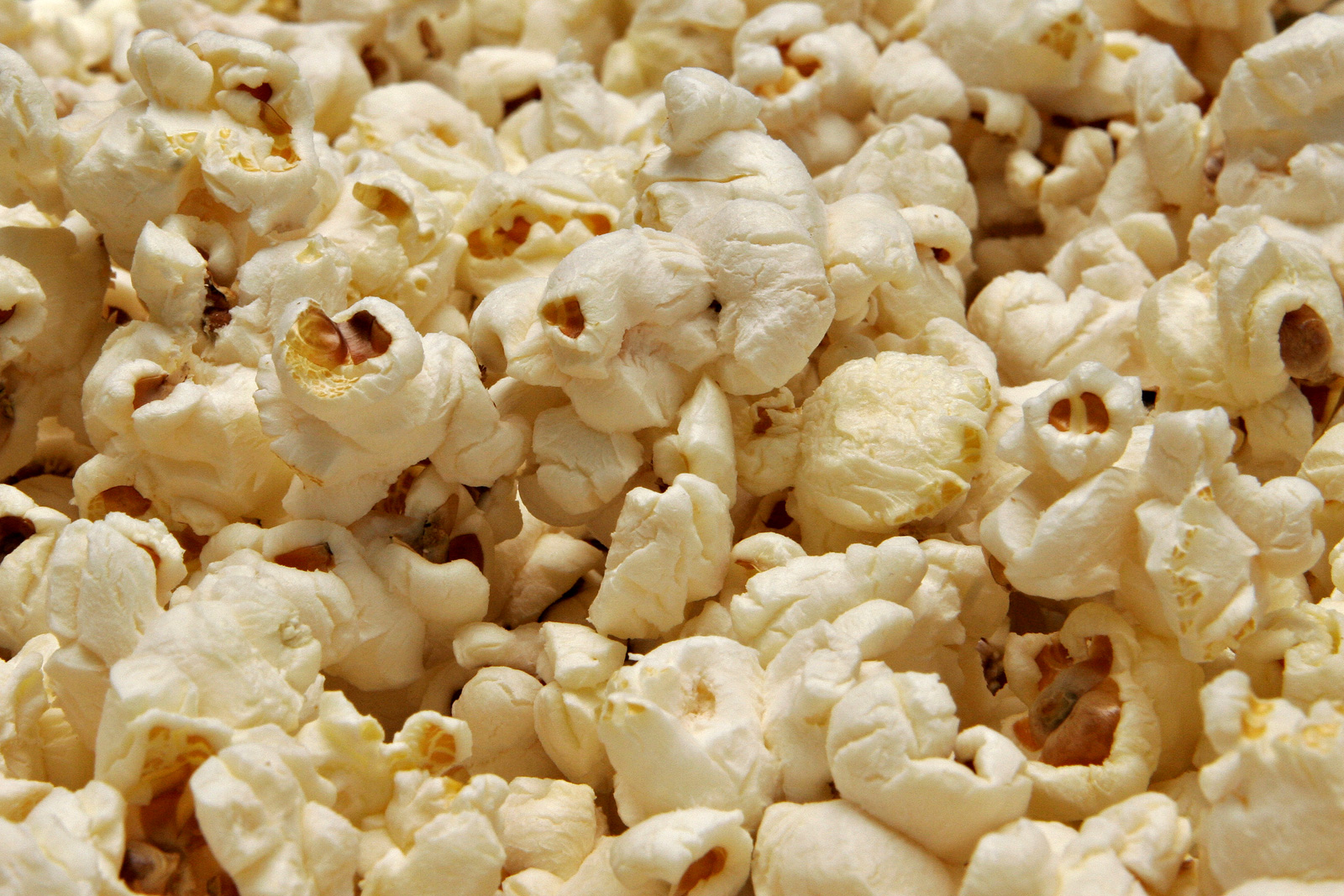
pattogatott kukorica
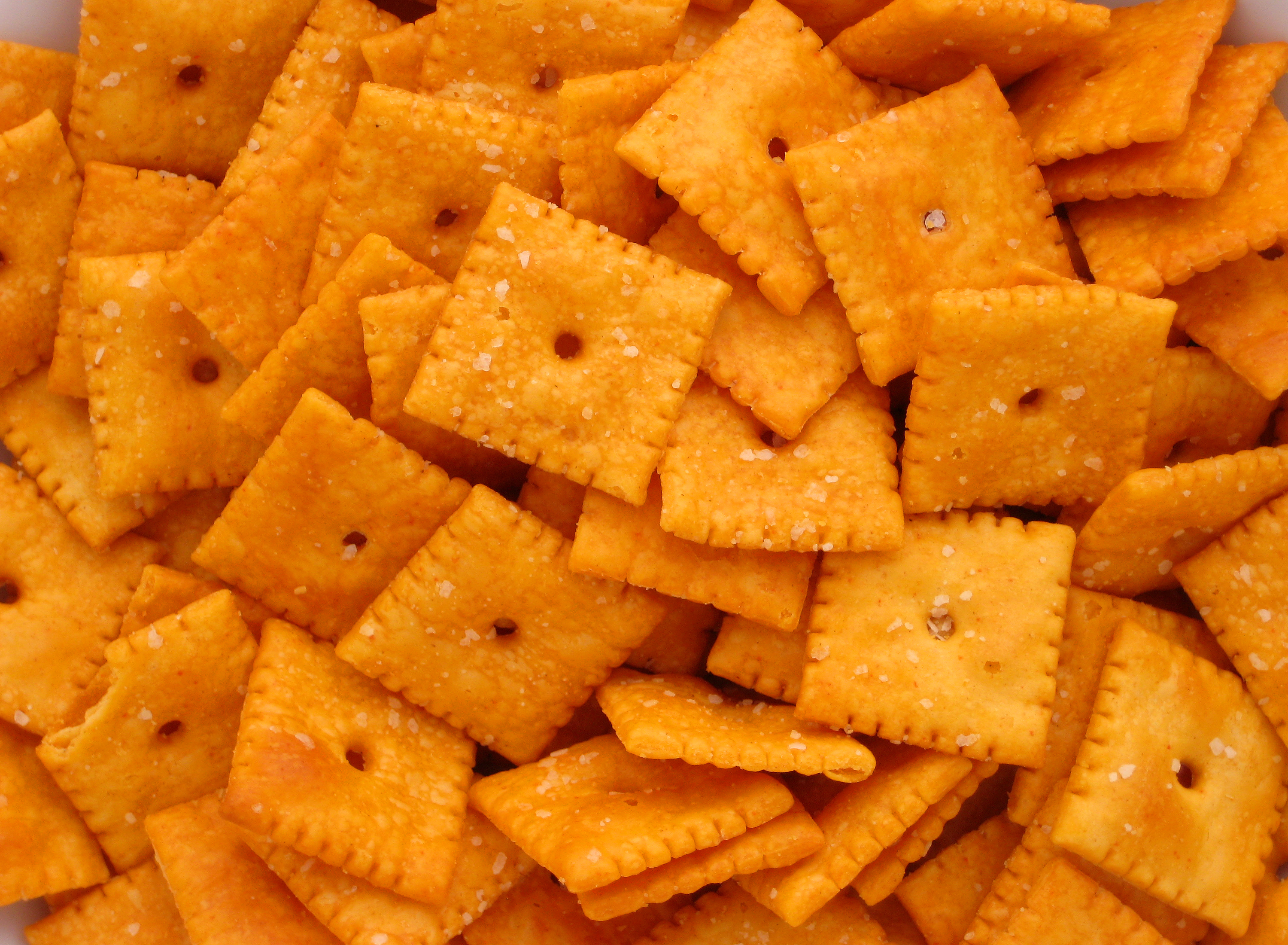
sajtos-sós keksz
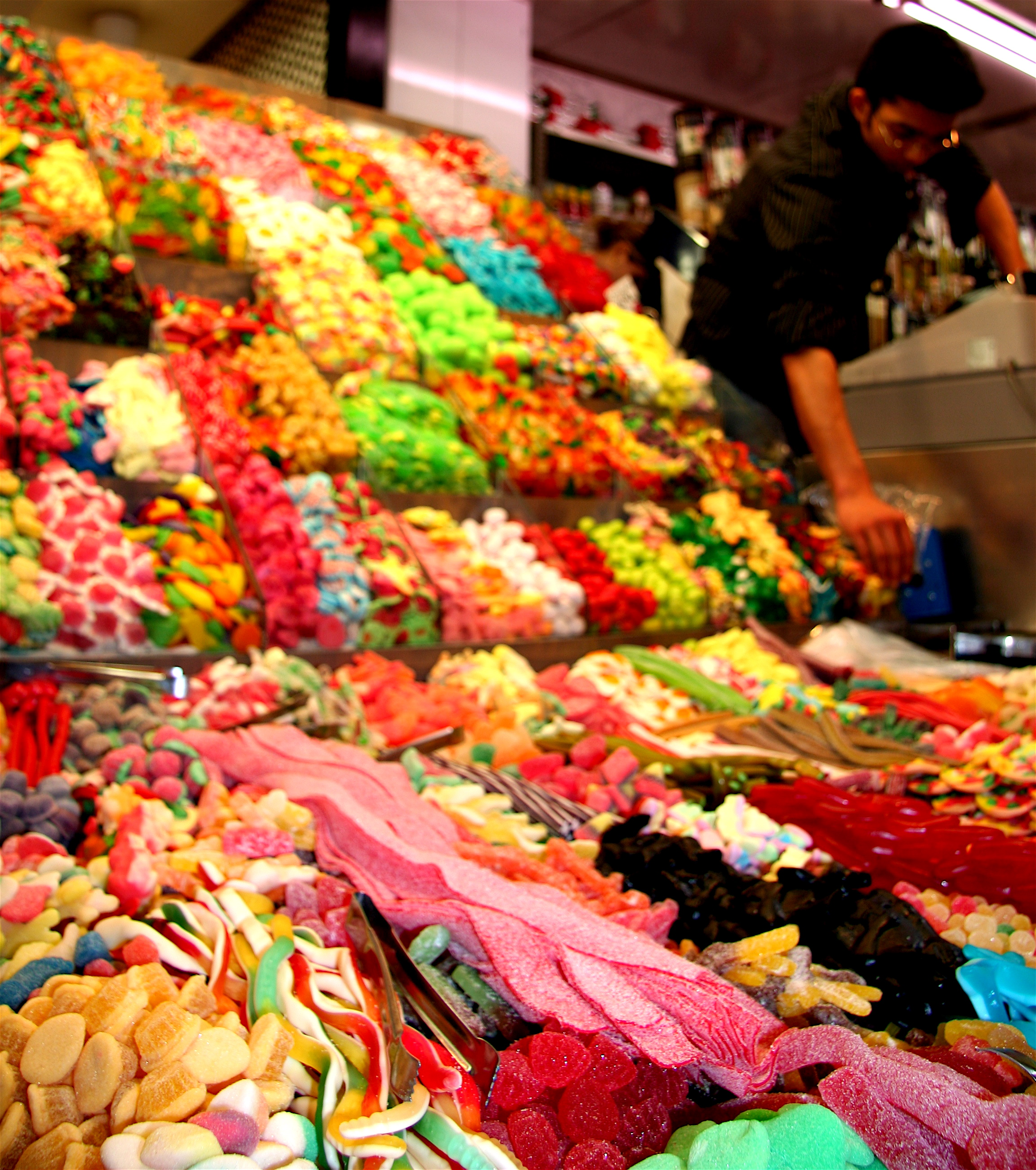
cukorkák
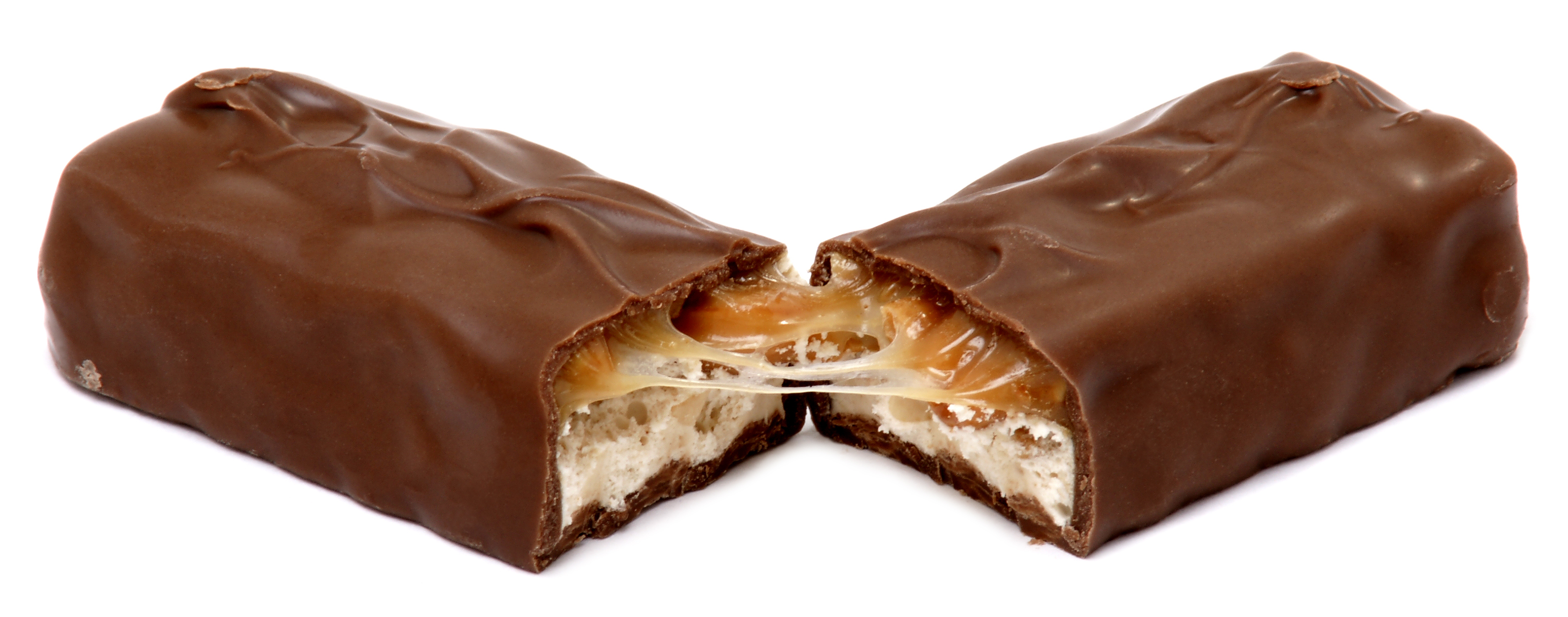
Snickers csokoládészelet
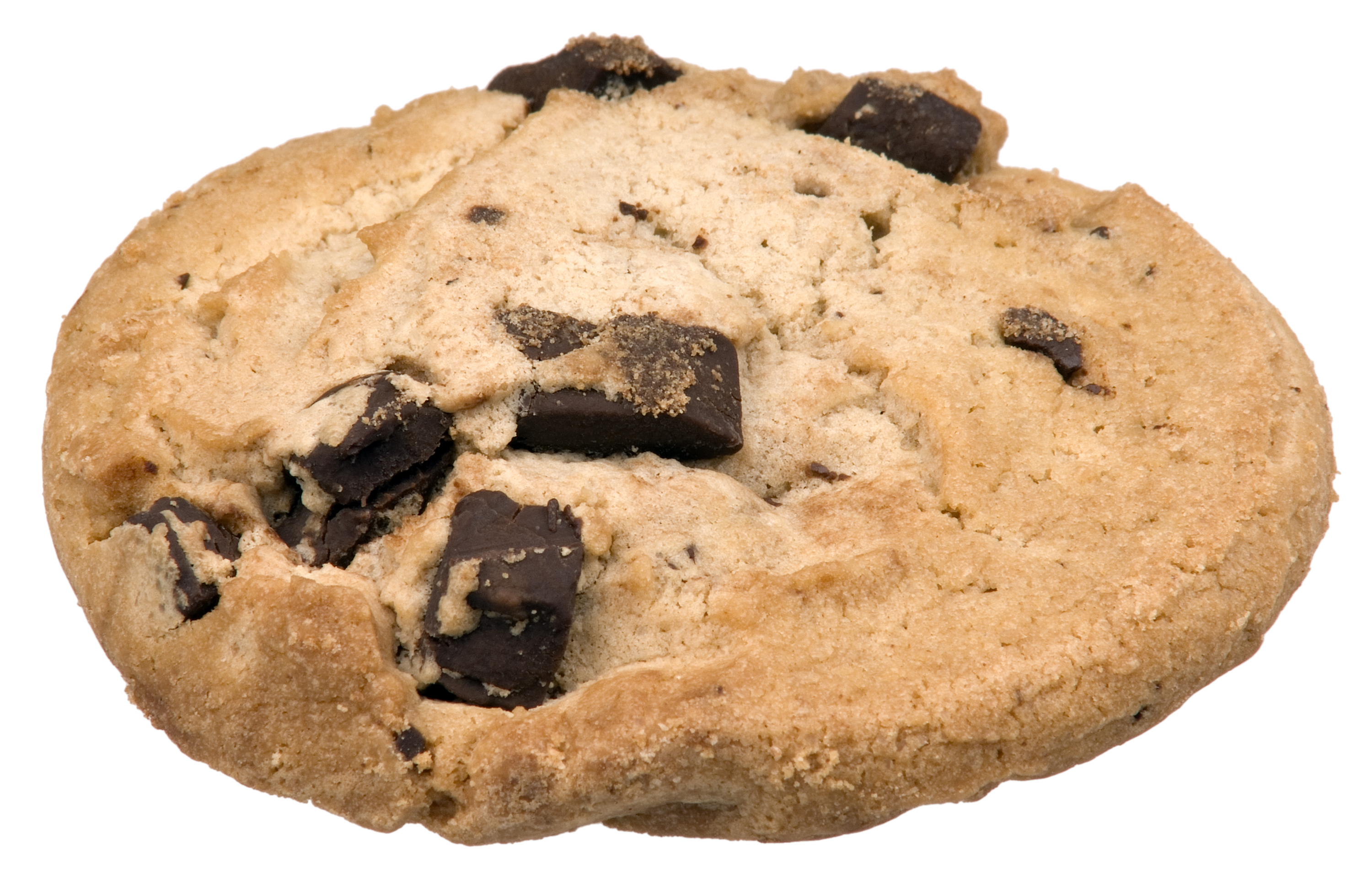
csokis keksz
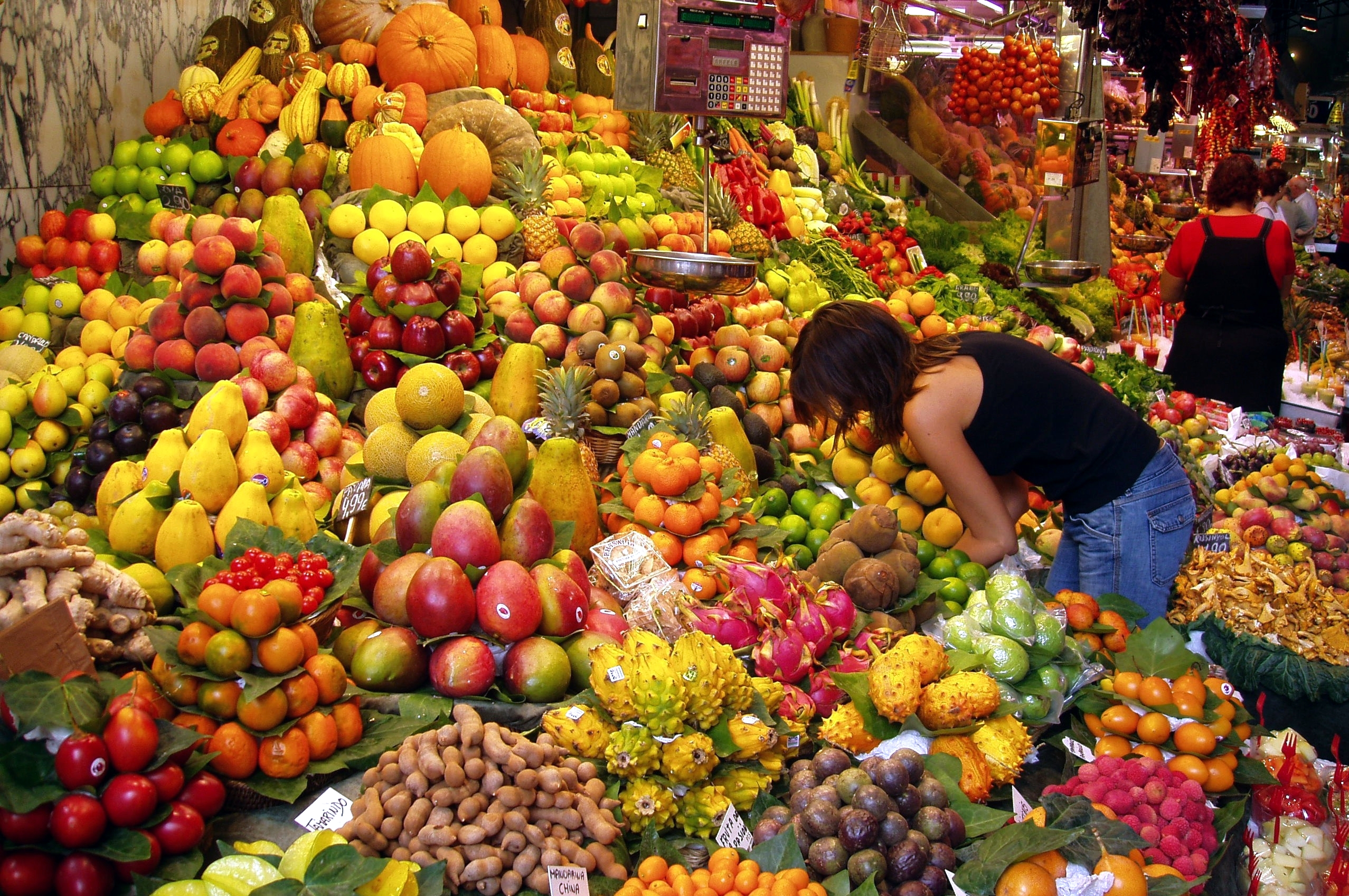
gyümölcsök
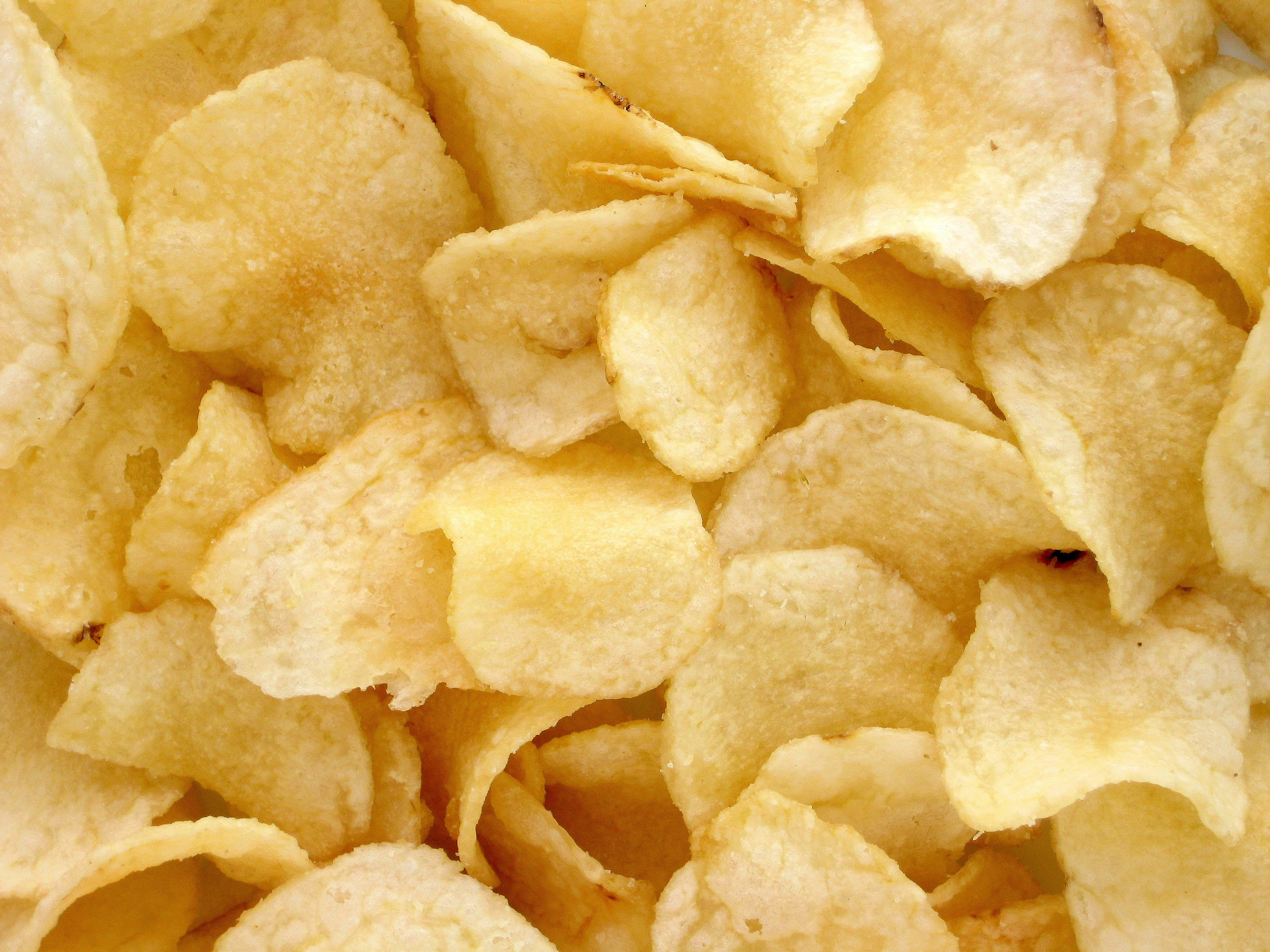
burgonyaszirom
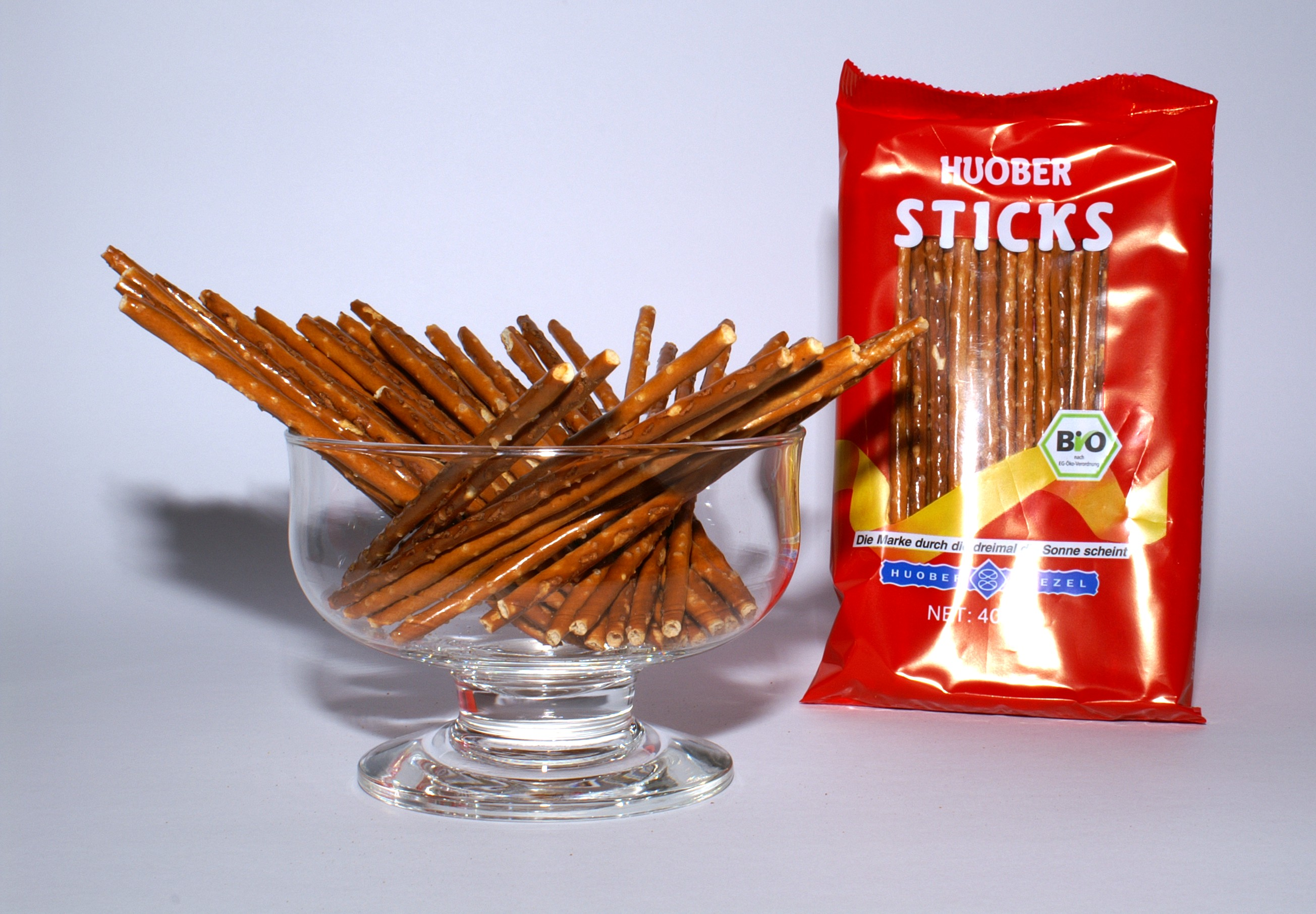
ropi
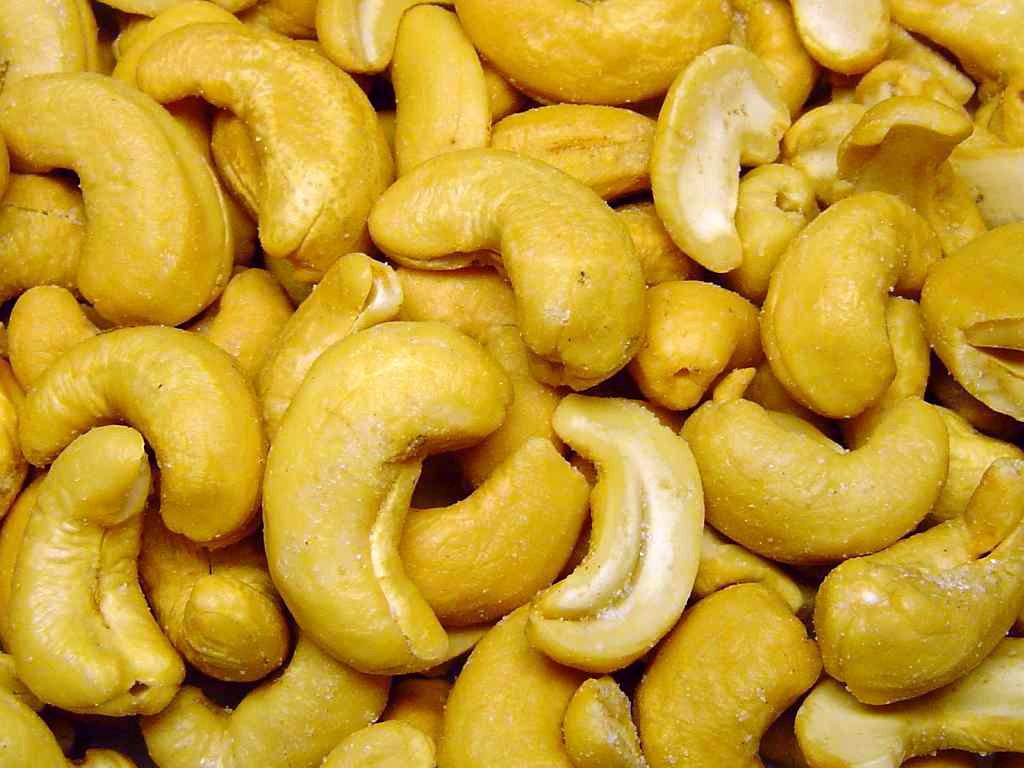
kesudió
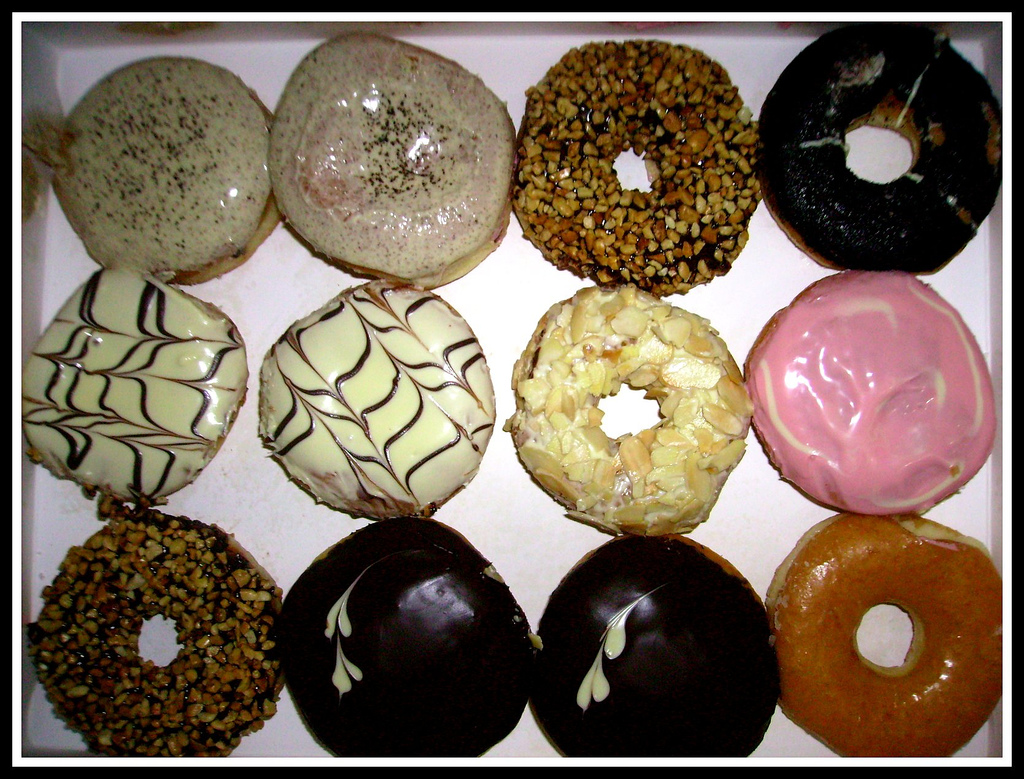
amerikai fánk
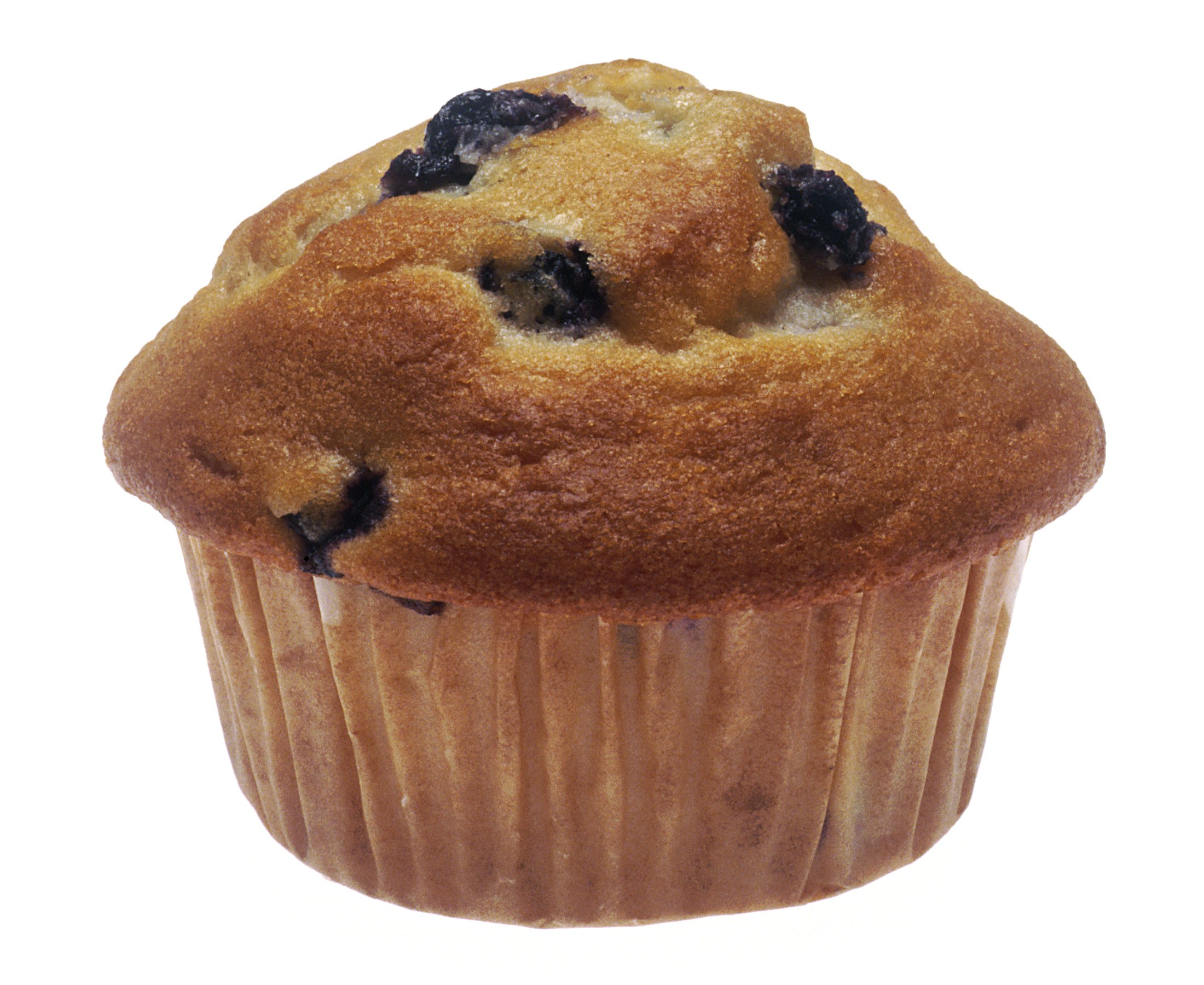
muffin
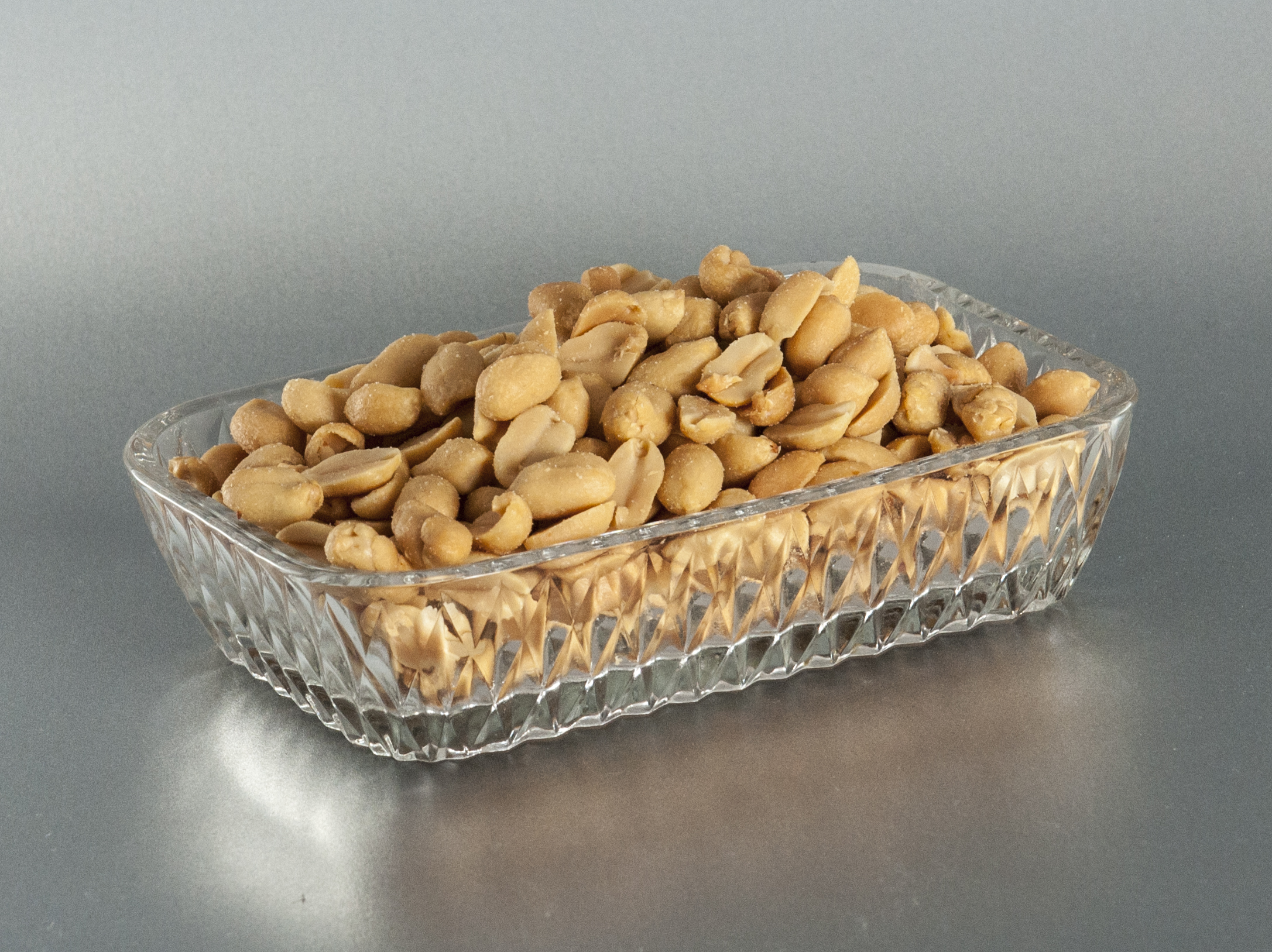
Földimogyoró